# Klara Andrup
Klara Andrup (28 november 1997) is een voetbalspeelster uit Zweden. Ze speelt als middenvelder voor SSD Napoli in de Serie A.

## Clubcarrière
Andrup maakte in 2013 haar debuut voor Kungsbacka DFF. Na een seizoen stapte ze over naar Hovas Billdal, actief in de Elitettan. Ze eindigde dat seizoen op de zesde plaats. Na drie seizoenen keerde Andrup terug naar Kungsbacka DFF, dat inmiddels ook in de Elitettan voetbalde. Met deze club wist ze in het seizoen 2018 te promoveren naar de Damallsvenskan. In 2020 maakte Andrup een transfer naar competitiegenoot Hammarby IF. Na een seizoen verliet ze deze club alweer voor een overstap naar IF Brommapojkarna. In het eerste seizoen bij deze club wist Andrup ook te promoveren naar de Damallsvenskan. Na de promotie verlengde ze haar contract. In haar laatste seizoen bij IF Brommapojkarna kwam Andrup zes keer tot scoren, waarmee ze de interesse wekte van het Italiaanse SSD Napoli. In januari 2025 tekende Andrup een contract bij de club actief in de Serie A.

## Statistieken
| Seizoen | Club              | Land   | Competitie     | Wedstrijden | Doelpunten |
| ------- | ----------------- | ------ | -------------- | ----------- | ---------- |
| 2014    | Hovås Billdal     | Zweden | Elitettan      | 20          | 0          |
| 2015    | Hovås Billdal     | Zweden | Elitettan      | 23          | 2          |
| 2016    | Hovås Billdal     | Zweden | Elitettan      | 13          | 0          |
| 2017    | Kungsbacka DFF    | Zweden | Elitettan      | 25          | 10         |
| 2018    | Kungsbacka DFF    | Zweden | Elitettan      | 26          | 4          |
| 2019    | Kungsbacka DFF    | Zweden | Damallsvenskan | 0           | 0          |
| 2020    | Hammarby IF       | Zweden | Elitettan      | 23          | 4          |
| 2021    | IF Brommapojkarna | Zweden | Elitettan      | 16          | 6          |
| 2022    | IF Brommapojkarna | Zweden | Damallsvenskan | 26          | 5          |
| 2023    | IF Brommapojkarna | Zweden | Damallsvenskan | 26          | 5          |
| 2024    | IF Brommapojkarna | Zweden | Damallsvenskan | 26          | 6          |
| 2024/25 | SSD Napoli        | Italië | Serie A        | 11          | 1          |
| Totaal  | Totaal            | Totaal | Totaal         | 235         | 44         |

Laatste update: 19 april 2025